# توركوت أوزال
تورغوت أوزال (بالتركية: Turgut Özal) (13 أكتوبر 1927 - 17 أبريل 1993)، سياسي تركي ليبرالي. كان رئيس الجمهورية التركية الثامن للفترة من 9 نوفمبر 1989 حتى تاريخ وفاته في 17 أبريل 1993، و تولى قبل ذلك رئاسة الوزراء بالفترة من 13 ديسمبر 1983 إلى 31 أكتوبر 1989.
تميزت فترة توليه للسلطة بتوجيهه لاقتصاد تركيا نحو الخصخصة، مما أدى إلى تحسين علاقاته الدبلوماسية مع الغرب، وخاصة الولايات المتحدة الأمريكية.
بعد عمله لفترة وجيزة في البنك الدولي في الولايات المتحدة و عمله محاضراً جامعيًا ، أصبح أوزال أمينًا عامًا ثم قائدًا لنقابة عمال المناجم الرئيسية في تركيا في عام 1979 ، حيث عمل مفاوضًا رئيسيًا خلال إضراب صناعي واسع النطاق في 1977. ترشح دون جدوى للبرلمان في الانتخابات العامة لعام 1977 فقد كان مرشح حزب السلامة الوطني عن إزمير. في عام 1979 ، أصبح وكيل وزارة لحكومة الأقلية لرئيس الوزراء سليمان ديميريل حتى الانقلاب العسكري عام 1980. بصفته وكيل وزارة ، لعب دورًا رئيسيًا في تطوير الإصلاحات الاقتصادية ، المعروفة باسم "قرارات 24 يناير" ، والتي مهدت الطريق لمزيد من الليبرالية الجديدة في الاقتصاد التركي.
عين بعد الانقلاب ،نائبًا لرئيس الوزراء التركي مسؤولاً عن الاقتصاد في حكومة بولنت أولسو واستمر في تنفيذ الإصلاحات الاقتصادية. استقال عام 1982 بعد خلافات حول السياسة الاقتصادية. 
شكل أوزال حزب الوطن الأم (ANAP) في عام 1983 بعد أن رفعت الحكومة العسكرية الحظر المفروض على الأحزاب السياسية. فاز حزبه بأغلبية برلمانية في الانتخابات العامة عام 1983 وأصبح أوزال فيما بعد رئيس وزراء تركيا. أثناء تنفيذ العديد من الإصلاحات الاقتصادية المتعلقة بسعر الصرف وإلغاء القيود ، أدى ارتفاع التضخم والصراع المتزايد مع الانفصاليين الأكراد إلى فوز حزب الوطن الأم بتعددية مخفضة في انتخابات 1984 المحلية. على الرغم من الاستفتاء في عام 1987 الذي سمح للسياسيين المحظورين خلال انقلاب 1980 باستئناف الأنشطة السياسية ، أعيد انتخاب الوطن الأم بأغلبية برلمانية في الانتخابات العامة لعام 1987 ، وإن كان ذلك بنصيب منخفض من الأصوات. نجا من محاولة اغتيال خلال مؤتمر للحزب في عام 1988. ركزت سياسة أوزال الخارجية على تجنب الحرب مع اليونان بعد حادثة شيمشك وسمحت مؤقتًا للأتراك البلغار بالهجرة إلى تركيا.
انتخب أوزال رئيسًا للجمهورية التركية في الانتخابات الرئاسية عام 1989 ، مع تعيين يلدرم آقبولوت خلفًا له في رئاسة الوزراء . على الرغم من أن منصبه في رئاسة الجمهورية يعطيه دورًا احتفاليًا مع الحد الأدنى من الواجبات السياسية ، ظل أوزال مشغولاً بالأنشطة الحكومية ، مثل التدخل في إضرابات عمال المناجم في زونغولداق عام 1990. بينما اتخذ رئيس الوزراء آقبولوت نهجًا مطيعًا له ، كانت الخلافات حول واجبات الرئيس ورئيس الوزراء هي المهيمنة عندما أصبح سليمان ديميريل رئيسًا للوزراء بعد الانتخابات العامة عام 1991. بدأ مشروع تطوير جنوب شرق الأناضول ببناء سد أتاتورك في شانلي أورفا ، بينما شارك أوزال في أول قمة للجمهوريات التركية في عام 1992 عقدت في أنقرة. حافظ على علاقات وثيقة مع رئيس الولايات المتحدة جورج دبليو بوش خلال حرب الخليج ونهاية الحرب الباردة. توفي أوزال بشكل غير متوقع أثناء توليه منصبه في عام 1993 ، وأدى نبش الجثة وتحليلها في عام 2012 إلى اكتشاف وجود دليل على التسمم ، لكن سبب الوفاة لم يكن واضحًا.

## روابط خارجية
- توركوت أوزال على موقع الموسوعة البريطانية (الإنجليزية)
- توركوت أوزال على موقع مونزينجر (الألمانية)
- توركوت أوزال على موقع إن إن دي بي (الإنجليزية)